# Sangre de Mestizos
Sangre de Mestizos: Relatos de la Guerra del Chaco es un libro de relatos escrito por el boliviano Augusto Céspedes y considerado como una de las obras de ficción más importantes del país. [cita requerida] Fue publicada por primera vez en 1936 en Santiago de Chile, y cuenta relatos sobre la Guerra del Chaco que ocurrió entre 1932 y 1935.

## Temática
La obra literaria contiene ocho relatos breves que tratan sobre el conflicto que enfrentó a Bolivia y Paraguay a principios del siglo XX, llamado la Guerra del Chaco. En los cuentos, Céspedes revela no sólo la cruda realidad del campo de batalla, sino también las mutaciones de la sociedad boliviana de la época.